# Saison 1 de The Last Ship
Chronologie
Saison 2
Cet article présente les dix épisodes de la première saison de la série télévisée américaine The Last Ship.

## Synopsis
Après avoir passé plusieurs mois en Arctique pour une mission ultra-secrète, l'équipage de l'USS Nathan James, un destroyer de la United States Navy, découvre avec horreur qu'une épidémie a décimé la majeure partie de la population. La Chine et l'Europe sont en guerre, tandis que le gouvernement des États-Unis n'existe plus. Protégés par les océans, le commandant et les 200 personnes sous ses ordres font partie des derniers survivants de la planète. Une scientifique présente à bord doit absolument trouver un vaccin avant l'extinction totale de l'espèce humaine...

## Distribution

### Acteurs principaux
- Eric Dane (VF : Renaud Marx) : le commandant Tom Chandler puis Chef des opérations navales
- Rhona Mitra (VF : Barbara Tissier) : Dr Rachel Scott
- Adam Baldwin (VFB : Erwin Grünspan) : le commandant en second Mike Slattery puis Commandant
- Travis Van Winkle (VFB : Sébastien Hébrant) : lieutenant Danny Green
- Marissa Neitling (VFB : Marie Du Bled) : lieutenant Kara Foster Green puis chef d'État major
- Charles Parnell (VFB : Jean-Michel Vovk) : le premier maitre Hugh Jeter
- Sam Spruell : Quincy Tophet
- Christina Elmore (VFB : Melissa Windal) : lieutenant Alisha Granderson

### Acteurs récurrents
- Jocko Sims (VFB : Nicolas Matthys) : lieutenant Carlton Burk
- Andy T. Tran (en) (VFB : Alexandre Crépet) : Andy Chung
- John Pyper-Ferguson : Ken « Tex » Nolan
- Fay Masterson (VFB : Fabienne Loriaux) : Andrea Garnett
- Ravil Isyanov : Konstantin Ruskov
- Tracy Middendorf : Darien Chandler
- Bill Smitrovich : Jed Chandler
- Alfre Woodard (VF : Françoise Vallon) : Amy Granderson
- Titus Welliver (VF : Jean-Louis Faure) : Thorwald
- Ilia Volok : Dimitri
- Hope Olaide Wilson : Bertrise

## Diffusions
Aux États-Unis, cette saison a été diffusée du 22 juin 2014 au 24 août 2014 sur TNT et en simultané sur Space au Canada.
La diffusion francophone va se dérouler ainsi :
- En France, la saison a été diffusée du 24 novembre 2014 au 8 décembre 2014 sur M6[1].
- Toutefois, la série reste encore inédite dans tous les pays francophones.

## Résumé de la saison
Après avoir passé plusieurs mois en Arctique pour une mission secrète, l’équipage de l’USS Nathan James, découvre avec horreur qu’une épidémie a décimé la majeure partie de la population terrestre. La Chine et l’Europe sont en guerre, tandis que le gouvernement américain n’est plus. Protégés par les océans, le commandant et les 200 âmes sous ses ordres font partie des derniers survivants de la planète. Une scientifique présente à bord doit absolument trouver un vaccin avant l’extinction totale de l’espèce humaine.

## Liste des épisodes

### Épisode 1:Virus
- États-Unis /  Canada : 22 juin 2014 sur TNT / Space[2]
- France : 24 novembre 2014 sur M6[3]

- États-Unis : 5,33 millions de téléspectateurs[4] (première diffusion)
- France : 3,2 millions de téléspectateurs[5] (première diffusion)

### Épisode 2:Bienvenue à Guantanamo
- États-Unis /  Canada : 29 juin 2014 sur TNT / Space
- France : 24 novembre 2014 sur M6[3]

- États-Unis : 4,65 millions de téléspectateurs[6] (première diffusion)
- France : 2,9 millions de téléspectateurs[5] (première diffusion)

### Épisode 3:Guerre froide
- États-Unis /  Canada : 6 juillet 2014 sur TNT / Space
- France : 24 novembre 2014 sur M6[3]

- États-Unis : 4,09 millions de téléspectateurs[7] (première diffusion)
- France : 2,4 millions de téléspectateurs[5] (première diffusion)

### Épisode 4:L'Or bleu
- États-Unis /  Canada : 13 juillet 2014 sur TNT / Space
- France : 24 novembre 2014 sur M6[3]

- États-Unis : 4,56 millions de téléspectateurs[8] (première diffusion)
- France : 1,6 million de téléspectateurs[5] (première diffusion)

### Épisode 5:El Toro
- États-Unis /  Canada : 20 juillet 2014 sur TNT / Space
- France : 1er décembre 2014 sur M6[3]

- États-Unis : 4,06 millions de téléspectateurs[9] (première diffusion)
- France : 2,76 millions de téléspectateurs[10] (première diffusion)

### Épisode 6:Panique à bord
- États-Unis /  Canada : 27 juillet 2014 sur TNT / Space
- France : 1er décembre 2014 sur M6[3]

- États-Unis : 4,36 millions de téléspectateurs[11] (première diffusion)
- France : 2,42 millions de téléspectateurs[10] (première diffusion)

### Épisode 7:Piège en eaux troubles
- États-Unis /  Canada : 3 août 2014 sur TNT / Space
- France : 1er décembre 2014 sur M6[3]

- États-Unis : 4,15 millions de téléspectateurs[12] (première diffusion)
- France : 2,12 millions de téléspectateurs[10] (première diffusion)

Il ne reste que deux singes vivants pour les tests du Dr Scott, très inquiète. Mais un espoir se présente lorsque l'équipage reçoit un appel de détresse d'un bateau de pêche sur lequel survit une Jamaïcaine entourée de cadavres infectés par le virus. Son immunité l'encourage à faire un prélèvement d'ADN qui s'ajouterait à ses recherches.

### Épisode 8:Commando
- États-Unis /  Canada : 10 août 2014 sur TNT / Space
- France : 8 décembre 2014 sur M6[3]

- États-Unis : 4,61 millions de téléspectateurs[13] (première diffusion)
- France : 2,32 millions de téléspectateurs[14] (première diffusion)

### Épisode 9:La Fièvre aux corps
- États-Unis /  Canada : 17 août 2014 sur TNT / Space
- France : 8 décembre 2014 sur M6[3]

- États-Unis : 4,12 millions de téléspectateurs[15] (première diffusion)
- France : 2,26 millions de téléspectateurs[14] (première diffusion)

Sur le destroyer USS Nathan James, six volontaires acceptent de tester le vaccin du Dr Scott. Ces derniers subissent des effets secondaires différents (Parésie, Éruption cutanée, confusion mentale...). Kara Foster convulse mais finit par se stabiliser ; cependant l'une des six cobayes décède et l'état des autres n'est guère rassurant.
Après plusieurs hésitations, le Dr Scott comprend mieux le processus d'infection et les malades retrouvent la santé. Il semble que Rachel ait découvert un vaccin, mais aussi un remède afin de guérir la population infectée.

### Épisode 10:Les Survivants
- États-Unis /  Canada : 24 août 2014 sur TNT / Space
- France : 8 décembre 2014 sur M6[3]

- États-Unis : 4,38 millions de téléspectateurs[16] (première diffusion)
- France : 2,18 millions de téléspectateurs[14] (première diffusion)

Sur l'USS Nathan James, tout le monde est vacciné et l'équipage arrive à contacter ce qui reste du gouvernement américain. 
Amy Granderson, la mère d'Alisha, est la représentante du gouvernement, mais elle est aussi la cible d'un groupe de survivants qui observent le débarquement du destroyer.

## Audiences aux États-Unis

### Taux sur les 18-49 ans
Le taux sur les 18-49 ans est un des critères importants pour juger de l'avenir (renouvellement ou annulation) des séries diffusées à la télévision américaine. Un taux de 1 % signifie que 1 % de tous les habitants du pays ayant entre 18 et 49 ans regarde le programme.
| N° d'épisode | Taux sur les 18-49 ans (en %) |
| ------------ | ----------------------------- |
| 1            | 1.2                           |
| 2            | 1.1                           |
| 3            | 1                             |
| 4            | 1                             |
| 5            | 1.1                           |
| 6            | 1.1                           |
| 7            | 1                             |
| 8            | 1                             |
| 9            | 1                             |
| 10           | 1                             |

### Audiences moyennes
Note : Ces chiffres sont basés sur les audiences des épisodes inédits enregistrés lors de leur jour de diffusion et non en Live + 7 jours.
Sur le nombre de téléspectateurs, cette saison totalise une moyenne de 4,43 millions de téléspectateurs.
Sur le taux 18-49 ans, cette saison totalise un taux moyen de 1,1 %.